# Doniophyton
Doniophyton  es un género con seis especies de plantas con flores en la familia de las asteráceas. Comprende 7 especies descritas y de estas, solo 2  aceptadas. Es originario de Sudamérica.

## Taxonomía
El género fue descrito por Hugh Algernon Weddell y publicado en Chloris Andina 1(1): 7. 1855.

## Especies aceptadas
A continuación se brinda un listado de las especies del género Doniophyton aceptadas hasta junio de 2012, ordenadas alfabéticamente. Para cada una se indica el nombre binomial seguido del autor, abreviado según las convenciones y usos.
- Doniophyton anomalum (D.Don) Kurtz
- Doniophyton weddellii Katinas & Stuessy